# Ым Тьэм
Ым Тьэм (кхмер. អ៊ឹម ចែម) — камбоджийская революционерка, деятельница режима Красных Кхмеров. Член Компартии Кампучии. С 1976 по 1979 год занимала должности заместителя секретаря округа Кох Андет в провинции Такео, затем начальницы округа Прэахнетпрэах в провинции Бантеймеантьей. В этот период руководила трудовым лагерем, занимавшийся строительством плотины Спеангспренг, в ходе которого тысячи людей были убиты или погибли из-за крайне тяжелых условий труда. Ым Тьэм также руководила центром безопасности в Пном-Трайонге, где были замучены и убиты десятки тысяч человек.